# Вика гібридна
Вика гібридна, горошок гібридний (Vicia hybrida) — вид рослин з родини бобових (Fabaceae), поширений у Середземноморському регіоні й Центральній Азії.

## Опис
Однорічна, щільно запушена рослина 15–80 см заввишки, лежача або витка. Листки складні; листочків 4–7, 5–20 × 3–8 мм; прилистки 2–3 мм; вусики прості або розгалужені. Квітки поодинокі, 20–31 мм, сірчано-жовті. Чашечка завдовжки 8–10 мм. Боби довгасто-ромбоїдні, 20–35 × 6–12 мм, притиснуті, волосисті. Насіння 2–5. Період цвітіння: березень — травень. 2n = 12.

## Середовище проживання
Поширений у Середземноморському регіоні й Центральній Азії від Іспанії до Туркменістану; росте як на порушених, так і на непорушених землях, сільськогосподарських угіддях та у відкритих лісових масивах; на висотах від 0 до 1500 метрів.
В Україні вид зростає у чагарниках, садах, виноградниках, тютюнових плантаціях — у Криму.